# جراحة السديلة البلعومية
تجرى جراحة السديلة البلعومية لتصحيح خلل تدفق الهواء الذي يحدث أثناء الكلام. يعتبر الخيار العلاجي لتصحيح حالات الحنك المشقوق وبعض أنواع الرتة الكلامية.

## جراحة السديلة البلعومية
تعتبر جراحة السديلة البلعومية الخلفية آمن العمليات الشائعة، وتجرى لاستعادة الوظيفة البلعومية (أي تطوير إغلاق وظيفي بين التجويف الصوتي والفم)، وتصحيح الخنة المفرطة. يمكن تثبت السديلة البلعومية بشكل علوي أو سفلي، ويقسم الحنك الرخو بشكل عرضي أو على طول خط الناصف. تعتبر السديلة البلعومية ذات الارتكاز العلوي الخيار الأكثر استخدامًا، تتميز جراحة السديلة ذات الارتكاز السفلي بسهولة الإجراء، ولكن فائدتها محدودة بالمقارنة مع السديلة ذات الارتكاز العلوي.
تجرى جراحة البلعوم لتصحح الكلام الأنفي منذ القرن التاسع عشر، أجرى باسافانت جراحة تثبيت الحنك لأول مرة لدى أنثى تبلغ من العمر 23 عامًا. حاول شينبورن أيضًا تقليل كمية الهواء التي تدخل التجويف الأنفي، وأجرى جراحة السديلة البلعومية السفلية لأول مرة في عام 1876، وصل سديلة نسيجية مع الحنك الرخو وربطها مع النهاية السفلية لجدار البلعوم الخلفي. عدل شوينبورن على أسلوبه، ونشر جراحة السديلة البلعومية الفائقة في عام 1886. في عام 1928، دمج روزنتال بين جراجة السديلة البلعومية الخلفية ذات الارتكاز السفلي مع رأب الحنك بطريقة لانجينبيك واستخدمها في الإصلاح الجراحي للحنك المشقوق. اتبع بادجيت نهجًا مختلفًا في عام 1930، واستخدم سديلة علوية لدى مرضى الحنك المشقوق الذين لم ينجح إصلاحهم الجراحي الأولي. أصبحت جراحة السديلة البلعومية الخلفية معتمدة على نطاق واسع بحلول الخمسينيات من القرن الماضي.

## المضاعفات
تشمل المضاعفات الأكثر شيوعًا لجراحة السديلة البلعومية انسداد مجرى الهواء، وانقطاع التنفس الانسدادي النومي. لوحظ ازدياد الشخير كأحد لأثار السلبية للجراحة. تحمل جراحة السديلة مخاطر عديدة تهدد مجرى الهواء. تتضمن بعض المشكلات المرتبطة بهذه الجراحة: تضييق مجرى الهواء الأنفي والفموي نتيجة الوذمة، إعاقة مجرى البلعوم الأنفي بواسطة السديلة نفسها، وتضيق البلعوم نتيجة التغيرات التشريحية الجديدة، وانخفاض معدل الجريان التنفسي بعد التخدير العام. لوحظت بعض المشاكل القحفية والعصبية لدى الأفراد الذين أجروا هذه الجراحة. يختلف مقدار انسداد مجرى الهواء بعد الجراحة، وتتراوح أعراضه من صرير خفيف إلى انسداد شديد في مجرى الهواء، تستلزم الحالات الشديدة إجراء التنبيب الرغامي أو إجراء شق للوصول إلى القصبة الهوائية. يجب مراقبة جميع المرضى عن كثب بعد الجراحة والتأكد من سلامة الحنك الرخو. وثقت بعض حالات انسداد مجرى الهواء بعد جراحة السديلة البلعومية باستخدام تقنيات وادلر كيلنر وفون لانغينبيك.  يتميز مرضى متلازمة فرانشيسكي أو بيير روبن بتراجع نمو الوجه والفكين، وتضيق البلعوم الأنفي، ما يزيد من احتمال انسداد مجرى الهواء بعد الجراحة ويجعلها أكثر خطورة لدى هؤلاء المرضى. قد ترتبط مدة الإجراء الجراحي بزيادة احتمال حدوث انسداد في مجرى الهواء. لا يؤثر العمر على المخاطر المحتملة. تشمل العوامل التي تزيد من خطر انسداد مجرى الهواء: التشوهات الخلقية، وسوابق المشاكل التنفسية.
يصنف انقطاع التنفس النومي إلى انقطاع التنفس الانسدادي النومي (OSA)، أو انقطاع التنفس النومي المركزي. يحمل انقطاع التنفس الانسدادي النومي الكثير من المخاطر الصحية، ويجب تقييم أعراضه بعناية بعد جراحة السديلة البلعومية. تترافق هذه الحالة بشكل أكثر شيوعًا مع جراحة السديلة البلعومية الخلفية، وعلى الرغم ذلك، تعتبر جراحة السديلة البلعومية الخيار الأفضل لتصحيح الوظيفة البلعومية بالمقارنة مع العلاجات الأخرى. قد تكون ضخامة اللوزتين سببًا لحدوث انقطاع التنفس الانسدادي النومي. تدفع حينها اللوزتان إلى الخلف، وتثبت تحت منافذ السديلة. قد تزيد ضخامة اللوزتين من احتمال الإصابة بانقطاع التنفس بعد جراحة السديلة البلعومية ذات الارتكاز العلوي. تحتاج بعض الحالات إلى الإصلاح الجراحي مثل رأب اللهاة والبلعوم، واستئصال اللوزتين لحل انقطاع التنفس الانسدادي النومي. يعتبر تقييم نسيج اللوزتين مهمًا قبل إجراء الجراحة البلعومية.